# 全国農業者農政運動組織連盟
全国農業者農政運動組織連盟（ぜんこくのうぎょうしゃのうせいうんどうそしきれんめい）とは農業協同組合の政治組織。略称は全国農政連。現在の会長は加倉井豊邦（茨城県農協政治連盟委員長）

## 概要
農業協同組合の政治的利益を目的としている。長らく自由民主党の支持団体として動いてきた。1971年以降、参議院議員通常選挙全国区（比例区）に候補者を擁立している。また福岡県農政連は政治団体として福岡県議会に議員を当選させている。2010年代に入ると、TPP参加問題や米価問題で自民党への信頼が揺らいでおり、2014年の第47回衆議院議員総選挙では、自民・公明党候補の推薦は概ね継続したものの比例東北ブロックでは日本共産党候補（高橋千鶴子）も推薦した。

## 沿革
1981年6月、全国農業者農政運動組織協議会（全国農政協）として設立。
2006年4月、全国農業者農政運動組織連盟と全国農政協議会に再編される。

## 関連議員
- 桧垣徳太郎
- 大河原太一郎
- 石川弘
- 福島啓史郎
- 日出英輔
- 山田俊男
- 藤木眞也